# ルイーズ・ブルゴワン
ルイーズ・ブルゴワン（Louise Bourgoin、1981年11月28日 - ）は、フランス出身の女優。
哲学者の父と、文学者の母との間に生まれる。両親は一人娘が定職につくことを望んでいたため、ブルゴワンは美術教師を目指してレンヌの美術学校で5年間学んだ。同時期にモデルの仕事も始めた。2004年よりテレビ出演を始め、2008年にアンヌ・フォンテーヌ監督の『モナコの娘』（La fille de Monaco）で映画デビューした。この映画の演技により、2009年セザール賞の最優秀主演女優賞にノミネートされた。

## 主な出演作品
- La fille de Monaco（2008）- Audrey Varella
- Sweet Valentine（2009）- Camille
- プチ・ニコラ Le petit Nicolas（2009） - 花屋
- Blanc comme neige（2010）- Michèle
- 誘惑 セダクション L'autre monde（2010）- Audrey
- アデル/ファラオと復活の秘薬 The Extraordinary Adventures of Adel Blanc-Sec（2010）- Adèle Blanc-Sec
- 理想の出産 Un heureux événement（2011）- Barbara Dray
- "L'amour dure trois ans" (2012) - Alice
- ロマノフ家の末裔 〜それぞれの人生〜 The Romanoffs (2018) - ソフィ  Amazonオリジナルシリーズ